# Plainfield (New Jersey)
Plainfield ist eine Stadt im Union County, New Jersey, USA. Das U.S. Census Bureau ermittelte bei der Volkszählung 2020 eine Einwohnerzahl von 54.586.

## Geschichte
Das Gebiet wurde 1684 durch Quäker besiedelt, 1869 erfolgte der Zusammenschluss zu einer Stadt. Ehemals eine Schlafstadt im Großraum New York, wurde Plainfield zum Zentrum von zehn eng verbundenen Gemeinden mit vielfältigen Wirtschaftszweigen, wie Druck-, Chemie-, Bekleidungs-, Elektronikindustrie und Kfz-Zulieferer.
Unter den verschiedenen, aus dem 18. Jahrhundert erhalten gebliebenen Gebäuden sind ein Quäker-Gemeindehaus (1788), das Martine-Haus (1717) und das Nathaniel-Drake-Haus (1746), bekannt als George Washingtons Hauptquartier. Der nahe gelegene Washington Rock über dem Hudson River gilt als der Aussichtspunkt, von dem aus Washington Truppenbewegungen der Briten beobachtete.
Musikgeschichtlich ist Plainfield bekannt als der Geburtsort der Musikrichtung P-Funk. George Clinton gründete The Parliaments zu der Zeit, als er in einem Friseurgeschäft in Plainfield arbeitete.

### Einwohnerentwicklung
| Jahr | Einwohner¹ |
| ---- | ---------- |
| 1980 | 45.555     |
| 1990 | 46.567     |
| 2000 | 47.829     |
| 2010 | 49.808     |
| 2020 | 54.586     |

¹ 1980–2020: Volkszählungsergebnisse

## Geographie
Nach den Angaben des United States Census Bureaus hat die Stadt eine Gesamtfläche von 15,6 km2, wobei keine Wasserflächen einberechnet sind.

## Demographie
Nach der Volkszählung von 2000 gibt es 47.829 Menschen, 15.137 Haushalte und 10.898 Familien in der Stadt. Die Bevölkerungsdichte beträgt 3057,4 Einwohner pro km2. 21,45 % der Bevölkerung sind Weiße, 61,78 % Afroamerikaner, 0,41 % amerikanische Ureinwohner, 0,93 % Asiaten, 0,10 % pazifische Insulaner, 10,78 % anderer Herkunft und 4,55 % Mischlinge. 25,16 % sind Latinos unterschiedlicher Abstammung.
Von den 15.137 Haushalten haben 35,5 % Kinder unter 18 Jahre. 39,3 % davon sind verheiratete, zusammenlebende Paare, 24,5 % sind alleinerziehende Mütter, 28,0 % sind keine Familien, 21,1 % bestehen aus Singlehaushalten und in 7,4 % Menschen sind älter als 65. Die Durchschnittshaushaltsgröße beträgt 3,10, die Durchschnittsfamiliengröße 3,49.
27,5 % sind unter 18 Jahre alt, 10,2 % zwischen 18 und 24, 32,6 % zwischen 25 und 44, 20,5 % zwischen 45 und 64, 9,2 % älter als 65. Das Durchschnittsalter beträgt 33 Jahre. Das Verhältnis Frauen zu Männer beträgt 100:95,7, für Menschen älter als 18 Jahre beträgt das Verhältnis 100:92,2.
Das jährliche Durchschnittseinkommen der Haushalte beträgt 46.683 USD, das Durchschnittseinkommen der Familien 50.774 USD. Männer haben ein Durchschnittseinkommen von 33.460 USD, Frauen 30.408 USD. Der Prokopfeinkommen der Stadt beträgt 19.052 USD. 15,9 % der Bevölkerung und 12,2 % der Familien leben unterhalb der Armutsgrenze, davon sind 21,3 % Kinder oder Jugendliche jünger als 18 Jahre und 12,6 % der Menschen sind älter als 65.

## Persönlichkeiten

### Persönlichkeiten mit Bezug zur Stadt
- Jeremiah E. Cary (1803–1888), Jurist und Politiker; war als Anwalt in Plainfield tätig
- Robert Lowry (1826–1899), Literaturprofessor, baptistischer Geistlicher und Komponist zahlreicher Erweckungslieder; starb in Plainfield
- James Edgar Martine (1850–1925), Politiker
- Edward Herbert Thompson (1857–1935), Diplomat und Archäologe
- Ernest R. Ackerman (1863–1931), Politiker; gehörte dem Stadtrat von Plainfield an
- Percy Hamilton Stewart (1867–1951), Politiker; Bürgermeister von Plainfield (1913–1914)
- Nina E. Allender (1873–1957), Künstlerin, Cartoonistin und Feministin
- Elizebeth Friedman (1892–1980), Kryptoanalytikerin
- Freddie Spencer (1902–1992), Radsportler
- George Clinton (* 1941), Musiker und Produzent; wuchs in Plainfield auf
- Bernie Worrell (1944–2016), Musiker, Komponist und Produzent; wuchs in Plainfield auf
- Eddie Hazel (1950–1992), Gitarrist; starb in Plainfield